# Polistes gallicus
Polistes gallicus är en getingart som först beskrevs av Carl von Linné 1767.  Polistes gallicus ingår i släktet pappersgetingar, och familjen getingar.

## Bildgalleri

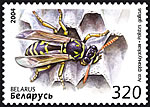